# Estació de Vilafranca-TAV
Vilafranca-TAV serà una estació de ferrocarril de la línia d'alta velocitat Madrid - Saragossa - Barcelona - Frontera Francesa que es trobarà als afores de la ciutat de Vilafranca del Penedès, a prop de la Granada, a la comarca de l'Alt Penedès. Exactament a 1,7 km de l'estació de Vilafranca del Penedès i al costat de les vies de la línia fèrria de Martorell a Tarragona de Rodalies Barcelona.
Tot i que la línia d'alta velocitat ja arriba a Barcelona, l'estació de Vilafranca-TAV, com també l'estació del Prat de Llobregat, encara no han estat construïdes.
La construcció de l'estació fou reclamada pel territori el 2001 en l'anomenada Declaració d'Olèrdola, i fou recollida en el pla director territorial de l'Alt Penedès 2008-2012, però no s'arribà a construir. El 2013, la Conselleria de Territori tornà a proposar-ne la construcció al Ministeri de Foment, sense que tampoc es materialitzés.